# Gilles Barbedette
Pour les articles homonymes, voir Barbedette.
Gilles Barbedette, né le 28 janvier 1956 à Rennes en Ille-et-Vilaine et mort le 30 mars 1992 dans le 14e arrondissement de Paris, est un écrivain et traducteur français.

## Biographie
Directeur de la collection « Littérature étrangère » aux Éditions Rivages, il est aussi critique et traducteur de l'anglais. Il a notamment traduit les écrivains Edmund White et Vladimir Nabokov, notamment la correspondance de ce dernier avec Edmund Wilson et Eva Figes. Homosexuel militant, il est le fondateur d'un des premiers Groupes de libération homosexuelle. Rédacteur à Gai pied, il est avec Daniel Defert et Jean Blancart à l'origine du mouvement AIDES. Sa mort prématurée, due au sida, l'empêche d'achever l'édition des œuvres complètes de Nabokov pour la Bibliothèque de la Pléiade,. Il repose au cimetière du Père-Lachaise (22e division).

## Œuvre
- Mémoires d'un jeune homme devenu vieux, Gallimard, 1993
- Baltimore, Gallimard, 1991
- Une saison en enfance, Hatier, 1991
- L’Invitation au mensonge, Gallimard, 1989
- Les Volumes éphémères, Gallimard, 1987
- Le Métromane, Flammarion, 1985
- Paris Gay 1925, essai avec Michel Carassou, Presses de la Renaissance, 1981. Réédition: Non lieu, 2008.

### Notices d'autorité
- VIAF
- ISNI
- BnF (données)
- IdRef
- LCCN
- GND
- Italie
- Belgique
- Israël
- NUKAT
- WorldCat